# Berliner Fußball-Club Viktoria 1889
Il Berliner Fußball-Club Viktoria 1889 e.V. , meglio conosciutocome BFC Viktoria, ed in italiano col nome di Viktoria Berlino, è una società calcistica tedesca con sede nella città di Berlino, più precisamente nel quartiere di Tempelhof. Nel 1900, a Lipsia, il club è stato uno dei membri fondatori della DFB, Nel 2013, dopo essersi fuso con un'altra società berlinese, il Lichterfelder FC, cambia il suo nome in FC Viktoria 1889 Berlin, continuando la propria attività sportiva. Nella stagione 2022-23 milita in Fußball-Regionalliga, la quarta divisione del campionato tedesco.
È una delle società tedesche più antiche ed è ancora oggi attiva nel calcio. Vanta tre titoli tedeschi tra la fine del diciannovesimo e i primi decenni del ventesimo secolo. Un altro settore di successo è quello del cricket, con il quale la società ha vinto ventun campionati nazionali.

## Storia

### Successi iniziali
Una delle prime società calcistiche di Berlino ad essere fondate, il club fu fondato il 6 giugno 1889 con la denominazione di Berlin Thorball and Football Club Viktoria (BTuFC Viktoria 89). Già nei primi anni di attività il club ottenne i primi successi, vincendo il campionato cittadino per cinque stagioni consecutive dal 1893 al 1897. Il Viktoria, successivamente, divenne una delle squadre più forti del campionato nazionale, disputando la finale per il titolo nazionale per tre stagioni consecutive, dal 1907 al 1909, e vincendo il campionato nel 1908. La compagine ottenne il suo secondo titolo nazionale nel 1911 e continuò a dominare i campionati cittadini fino alla fine della prima guerra mondiale. Negli anni venti disputarono diversi campionati di Oberliga Berlin-Brandenburg.

### Nel Terzo Reich
Nel 1933 il club, con la denominazione di Berliner FC Viktoria 89, fu ammesso alla Gauliga Berlin-Brandenburg, uno dei sedici campionati regionali di massima serie che fungevano da eliminatoria al campionato nazionale istituiti in seguito alla riforma del calcio tedesca voluta dal nazismo nel 1933. La squadra riuscì a vincere immediatamente il campionato regionale in quell'anno, qualificandosi così al campionato nazionale, dove fu eliminata in semifinale per 1-2 dal 1. FC Nuremberg. Cambiata denominazione in BFC Viktoria 89 Berlin nel 1936, il club militò nel campionato regionale di massima serie fino al 1938, quando venne retrocessa; tornò poi nella massima serie come parte della squadra mista di guerra Kriegsspielgemeinschaft Lufthansa/Viktoria 89 Berlin nell'abbreviata stagione 1944–45. Come la maggior parte delle altre organizzazioni tedesche, tra cui squadre sportive e calcistiche, il club fu sciolto dalle autorità Alleate che avevano occupato la Germania al termine della seconda guerra mondiale.

### Nel dopoguerra
Il club fu rifondato alla fine del 1945 con la denominazione SG Tempelhof  e riprese la denominazione di BFC Viktoria 89 Berlin il 12 luglio 1947. Per il resto degli anni quaranta, cinquanta e inizio anni sessanta il club militò nella Oberliga Berlin, campionato regionale della Germania Ovest. Il Viktoria vinse il proprio campionato regionale nel 1955 e nel 1956, ma non riuscì ad ottenere risultati di rilievo nel campionato nazionale in nessuno dei due anni. L'Oberliga Berlin era relativamente debole rispetto ad altri campionati regionali che contenevano compagini più blasonate. Quando fu fondata la Bundesliga, il nuovo campionato professionistico tedesco a girone unico, solo una squadra del campionato regionale di Berlino sarebbe stata ammessa al nuovo campionato di massima serie: alla fine ad essere ammessa nella nuova massima serie fu il Hertha BSC Berlin.
Nel corso degli anni sessanta, la squadra soffrì di una serie di problemi economici causati in parte dalla divisione e dall'isolamento di Berlino a causa della costruzione del Muro di Berlino, ma anche per cattiva amministrazione del club. Comunque, il Viktoria riuscì a sopravvivere anche a queste difficoltà finanziarie, e adesso milita nel campionato regionale di quarta serie tedesca, la Regionalliga Nordost.

## Palmarès

### Calcio

#### Competizioni nazionali
- Campionato tedesco: 2

1907-1908, 1910-1911
- Fußball-Regionalliga: 1

2020-2021 (Nordost)

#### Competizioni regionali
- Oberliga Berlin: 2

1954-1955, 1955-1956
- Gauliga Berlin-Brandenburg: 1

1933-1934
- Campionato di Brandeburgo: 16

1893, 1894, 1895, 1896, 1897, 1902, 1907, 1908, 1909, 1911, 1913, 1916, 1919, 1934, 1955, 1956
- Coppa dello stato federale di Berlino: 7

1907, 1908, 1909, 1926, 1927, 1953, 2019

#### Altri piazzamenti
- Campionato tedesco:

Secondo posto: 1906-1907, 1908-1909
Semifinalista: 1911-1912, 1912-1913, 1933-1934
- Oberliga Berlin:

Secondo posto: 1957-1958
- Gauliga Berlin-Brandenburg:

Secondo posto: 1934-1935

### Cricket
- Campionato tedesco di cricket: 21

1896, 1897, 1898, 1899, 1909, 1914, 1915, 1916, 1918, 1921, 1922, 1923, 1925, 1952, 1953, 1954, 1955, 1956, 1957, 1958, 1959, 2006